# Трофа
Тро́фа (порт. Trofa ['tɾɔfɐ]) — город в Португалии, центр одноимённого муниципалитета в составе округа Порту. Находится в составе крупной городской агломерации Большой Порту. По старому административному делению входил в провинцию Дору-Литорал. Входит в экономико-статистический субрегион Аве, который входит в Северный регион. Численность населения — 20,7 тыс. жителей (город), 40 тыс. жителей (муниципалитет) на 2006 год. Занимает площадь 72 км².
Покровителем города считается Дева Мария (порт. Nossa Senhora das Dores).
Праздник города — 19 ноября.

## Расположение
Город расположен в 22 км на северо-восток от адм. центра округа города Порту.
Муниципалитет граничит:
- на севере — муниципалитет Вила-Нова-де-Фамаликан
- на востоке — муниципалитет Санту-Тирсу
- на юге — муниципалитет Майа
- на западе — муниципалитет Вила-ду-Конде

## Транспорт
Из Порту через Трофу в Брагу идёт поезд, остановка в Трофе 5 минут, также есть рейсовые автобусы Трофа-Брага, Трофа-Порту, Трофа-Фамаликао.

## История
Город основан в 1998 году.

## Население
| Численность населения муниципалитета по годам | Численность населения муниципалитета по годам | Численность населения муниципалитета по годам |
| --------------------------------------------- | --------------------------------------------- | --------------------------------------------- |
| 2001                                          | 2004                                          | 2006                                          |
| 37 581                                        | 39 166                                        | 40 029                                        |

## Состав муниципалитета
В муниципалитет входят следующие фрегезии:
1. Алварельюш
2. Ковелаш
3. Гидойнш
4. Муру
5. Сантьягу-де-Богаду
6. Сан-Мамеде-де-Коронаду
7. Сан-Мартинью-де-Богаду
8. Сан-Роман-ду-Коронаду